# Everett Reimer
Everett W. Reimer (né en 1910 et mort en 1998) est un théoricien de l’éducation. Aux côtés d’Ivan Illich, qu’il rencontra à l’université catholique et pontificale de Porto Rico et avec lequel il travailla au CIDOC (Centro Intercultural de Documentación) de Cuernavaca, au Mexique, il fut l’un des plus grands promoteurs de la « société sans école » (deschooling society).

### Ouvrages originaux
- Comprehensive educational planning in Puerto Rico, Office of Planning and Educational Development, Dept. of Education, 1968, 103 p. (ASIN B0007K2TJ8)
- Social planning: Collected papers, 1957-68, CIDOC cuaderno, 1968
- Futuros alternativos, Editorial Universitaria, Universidad de Puerto Rico, 1976, 110 p. (ISBN 0-8477-2434-4)
- School is Dead : Alternatives in Education, Penguin, 1971, 176 p. (ISBN 0-14-080169-3)
- Power for All or for None, Inkworks Press Oakland, 1998, 348 p. (ASIN B0006R0WC8)

### Ouvrage traduit en français
- Mort de l'école : solutions de rechange [« School is Dead:Alternatives in Education »], Fleurus, 1972 (ASIN B004GBQXMS)